# Aronia nigra
Aronia nigra là loài thực vật có hoa trong họ Hoa hồng. Loài này được (Willd.) Koehne mô tả khoa học đầu tiên năm 1893.